# Loch Lyon
Loch Lyon (gaelico scozzese: Loch Lìobhann) è un lago (loch) d'acqua dolce  nel glen Lyon, situato nel Perthshire, in Scozia e che alimenta il fiume Lyon, un affluente del fiume Tay.